# Michał Choński
Michał Choński (ur. 1779, zm. 20 stycznia 1855 w Żytomierzu) – profesor ekonomii politycznej w Liceum Krzemienieckim.

## Życiorys
Urodził się w 1779 w dziedzicznej wsi Trydonie w rodzinie Stanisława stolnika parnawskiego i jego żony Konstancji z d. Sienkiewicz. Stracił rodziców w czasie powstania kościuszkowskiego jak i rodzinny majątek. Nauki pobierał u Dominikanów w Grodnie. Ukończył Akademię Wileńską z tytułem doktora filozofii i nauk wyzwolonych.
Postawa i zdolności Chońskiego zawróciły uwagę księdza Poczobuta, biskupa Stroynowskiego oraz Jana Śniadeckiego i polecili go Tadeuszowi Czackiemu, który dał mu zatrudnienie w Liceum Krzemienieckim jako profesor prawa przyrodzonego i ekonomii politycznej.
W nauczaniu przybliżał najnowsze badania m.in. ekonomiczne J.B.Saya, geologiczne Johna MacCullocha.
Wydał w 1816 w Krzemieńcu rozprawę pt: "O wpływie systematów podatkowania na stan zamożności narodów i byt ich polityczny" oraz między innymi w Atheneum prowadzonym przez J.I.Kraszewskiego zamieścił artykuł "Handel w głównych zarysach pod względem swej istoty, początku i t. d.", według G.Raynala i innych.
Po upadku powstania listopadowego zamknięto Liceum Krzemienieckie a profesorów przeniesiono do Kijowa. Choński nauczał młodzież we własnym domu a w 1838 przeniósł do skromnego Łobaczyna.
Żonaty z Marią Rucińską, z którą miał trzech synów – Henryka Edwarda, Stanisława i Kazimierza Izydora. Zmarł 20 stycznia 1855 w Żytomierzu.